# Gustavo Fabián López
Gustavo Fabián López (sinh ngày 28 tháng 4 năm 1983 ở Isidro Casanova) là một cầu thủ bóng đá người Argentina hiện tại thi đấu cho PS TIRA.
Trước đó anh thi đấu ở Primera División tại Argentina, và các giải vô địch quốc gia ở Venezuela, Indonesia, Malaysia, El Salvador, Puerto Rico, và Montenegro.

## Danh hiệu

### Danh hiệu câu lạc bộ
Budućnost Podgorica
- Montenegrin First League (1): 2007–08

River Plate Puerto Rico
- Puerto Rico Soccer League (1): 2010
- Puerto Rico Soccer League Regular Season Cup (1): 2009